# Kostel svatého Bartoloměje (Frankfurt nad Mohanem)

Půdorys kostela s datací postavení

Animace se zobrazením průběžného stavení domu Božího

Kostel svatého Bartoloměje též zvaný německy Kaiserdom (Císařská katedrála) je velký německý kostel ve Frankfurtu nad Mohanem, největší a nejstarší v tomto městě. Počátky tohoto chrámu sahají do dob, kdy byla na území Německa Francká říše. Ač je někdy nazýván katedrálou, nikdy jí nebyl, vždy se jednalo jen o pouhý farní kostel.

## Historie stavby
Prvá kaple na místě tohoto kostela stála už za časů Merovejců, která musela vzniknout kolem roku 680. Další kaple se na tomto místě datuje do doby Karolinské renesance, konkrétně do roku 852, kdy byla ustanovena „Zlatou bulou“. Roku 1200 obdržel kolegiální chrám lebku svatého Bartoloměje. Roku 1239 byl tedy tento chrám zasvěcen tomuto světci. Mezi lety 1562 a 1792 v této stavbě proběhlo celkem 10 císařských korunovací.

## Architektura
Současná podoba 96 metrů vysokého kostela pochází z roku 1867, kdy byla opravena po požáru. Ten také poničil všechny historické zvony na věži. A obnoveny byli až v roce 1877 , největší zvon Gloria váží přes 11 tun.
Kostel má dvoje varhany - chórové a na hlavním kůru.